# Auguste Préault
Antoine-Augustin Préault, dit Auguste Préault, né le 9 octobre 1809 à Paris et mort le 11 janvier 1879 dans la même ville, est un sculpteur et médailleur français.
Il compte parmi les figures majeures du mouvement romantique. Pendant longtemps sa renommée s’est  particulièrement appuyée sur l’image de l’homme du monde, au caractère sulfureux et provocateur, laissant dans l’ombre sa création plastique. Il est difficile pourtant de brosser son portrait tant les descriptions abondent sur le personnage, qui consentait lui-même à brouiller les pistes. Son attitude rebelle et insolente, la fascination pour l’image de l’artiste maudit, incompris ne doivent pas cacher la modernité de ses œuvres aux formes violentées et expressives, qui ont marqué l’histoire de la sculpture.

## Biographie

### Jeunesse et formation
Auguste Préault est né le 9 octobre 1809 à Paris dans le quartier du Marais. D’origine modeste, son père Augustin Pierre François Préault et sa mère Marie Sophie Joséphine, née Mouton, le destinent à une carrière de notaire. Ils parviennent ainsi à faire des économies pour que leur fils puisse intégrer le collège Charlemagne. Mais le jeune Préault, qui se pique très vite de goût pour le dessin, ne l’entend pas ainsi. Il réussit à convaincre ses parents et entre à l’académie de Charles Suisse vers le milieu des années 1820. L’atelier de Suisse, ancien modèle du peintre Jacques-Louis David, offrait l’opportunité à de jeunes artistes de dessiner d’après nature à un coût peu onéreux. À la même époque, Préault reçut certainement les enseignements d’un sculpteur ornemaniste. Après ces premières études dans des ateliers privés, Préault tente de rejoindre l'École des beaux-arts de Paris, qui représente au début du XIXe siècle le passage quasi-obligé pour tout artiste désirant faire carrière.
En 1826, il participe alors au concours d’entrée, tout en intégrant l’atelier de David d'Angers, alors l’un des sculpteurs les plus réputés et récemment élu membre l’Institut, pour parfaire sa formation. Les nombreuses tentatives de Préault pour être admis à l’École de beaux-arts échouent. Il doit alors renoncer à l’apprentissage dispensé au sein de l’École et ne peut concourir au prix de Rome.
Mais une rencontre décisive va influer sur le cheminement de Préault : il se lie d’amitié avec le peintre Philippe-Auguste Jeanron, qui l’entraîne dans le mouvement romantique alors à son apogée. Dès 1827, Préault accompagne les peintres paysagistes comme Camille Flers, Alexandre-Gabriel Decamps, Louis Cabat dans des excursions à la campagne. Paul Huet devient l’un de ses amis les plus proches. Par ailleurs, il fréquente assidûment les mondes du théâtre, des cafés parisiens, partageant ainsi la compagnie de Victor Hugo, Eugène Delacroix, Théophile Gautier ou encore Alfred de Vigny. Il est présent lors de la célèbre représentation d’Hernani, le 25 février 1830. Si Préault s’est fait une place comme un ardent défenseur de la bataille romantique de 1830, brûlant d’idées et de rêves, sa carrière de sculpteur n’a pas encore commencé.

### Les débuts d’une carrière difficile sous la monarchie de Juillet

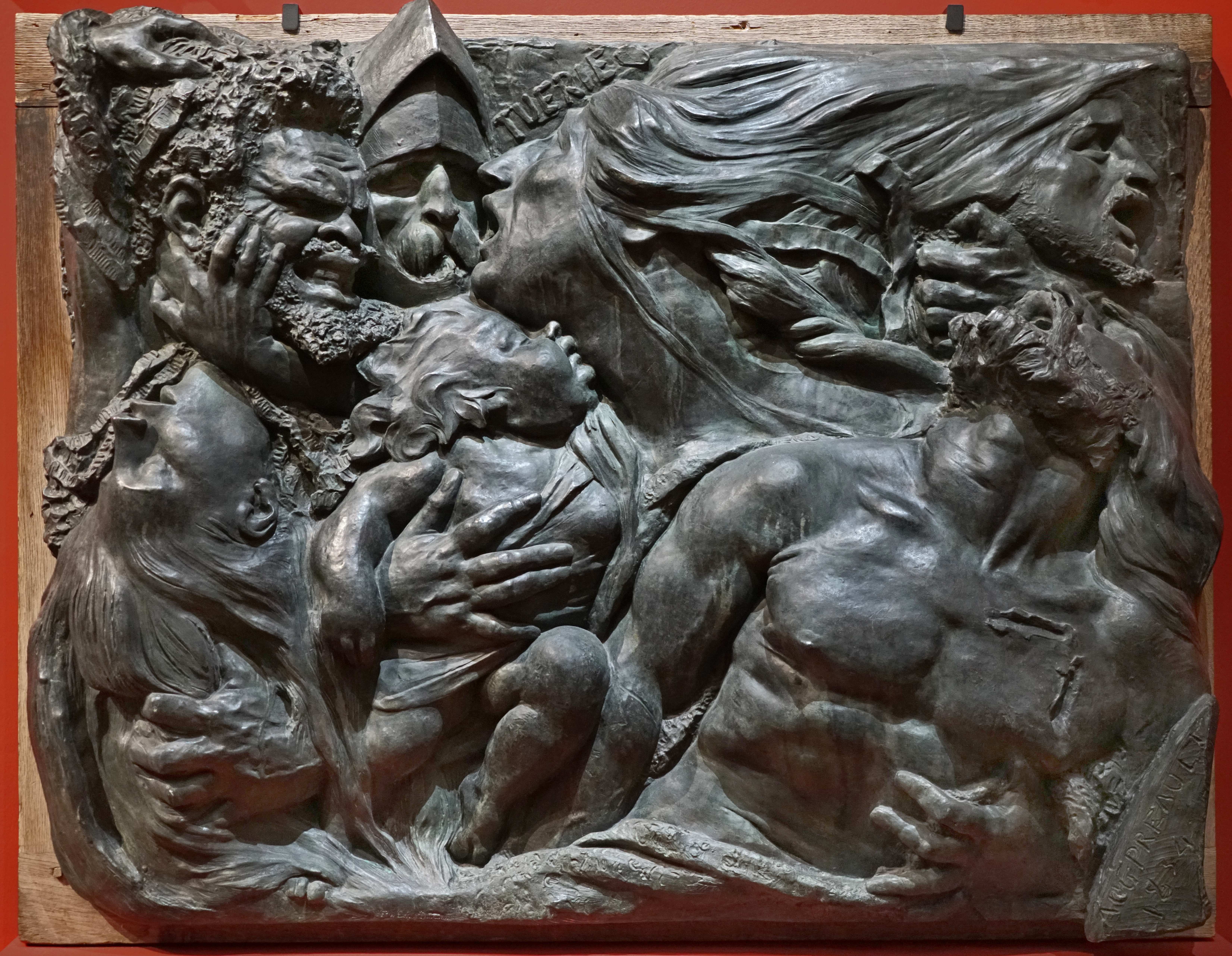
Tuerie (1834), bronze, musée des Beaux-Arts de Chartres.

Auguste Préault investit véritablement la scène artistique française en 1833, lors de sa première participation au Salon, considéré comme l’évènement marquant du romantisme en sculpture. Préault y expose six œuvres, dont aucune ne subsiste aujourd’hui, et se fait remarquer des critiques. Mais dès le Salon suivant, en 1834, Préault rencontre l’ostracisme du jury d’admission qui lui refuse quatre œuvres sur cinq. Certains contemporains ont même avancé que la seule œuvre admise, Tuerie fut admise dans les salles du Louvre pour mieux desservir l’artiste aux yeux du public. Son « fragment de bas-relief », ainsi qu’il le désigne, représente une série de personnages tronqués, plus grands que nature, agités et tourmentés comme pour ne pas rester pétrifiés, figés dans l’immobilité du plâtre, est qualifié par l’expression du « cauchemar » et de « l’horreur » dans les comptes-rendus de certains critiques de l’époque. On reproche alors à Préault de cultiver le grotesque, le fantastique, les sujets illisibles et les formes violentes. Malgré les nombreuses sollicitations de Préault auprès de son cercle d’amis, comme Victor Hugo ou David d'Angers, pour influencer sur le jugement du jury, ses œuvres sont presque systématiquement refusées. Si Préault partage ses idéaux avec d’autres sculpteurs romantiques, comme Antonin Moine, Jehan Du Seigneur, Antoine Étex ou Antoine-Louis Barye, qui sont aussi ses amis, il demeurera le seul éternel refusé, longtemps absent de la liste des artistes employés à exécuter des commandes pour la Maison du Roi. La beauté tourmentée, le traitement plastique et les sujets convoqués par Préault ne correspondaient pas aux valeurs défendues par l'Académie des beaux-arts, incarnée par le jury : son goût pour le « laid » et l’inachevé, son approche colossale des formes au-delà de la convenance, les reliefs accentués, ses compositions contorsionnées et les expressions exagérées de ses figures, étaient les sources de sa modernité mais aussi de son exclusion.

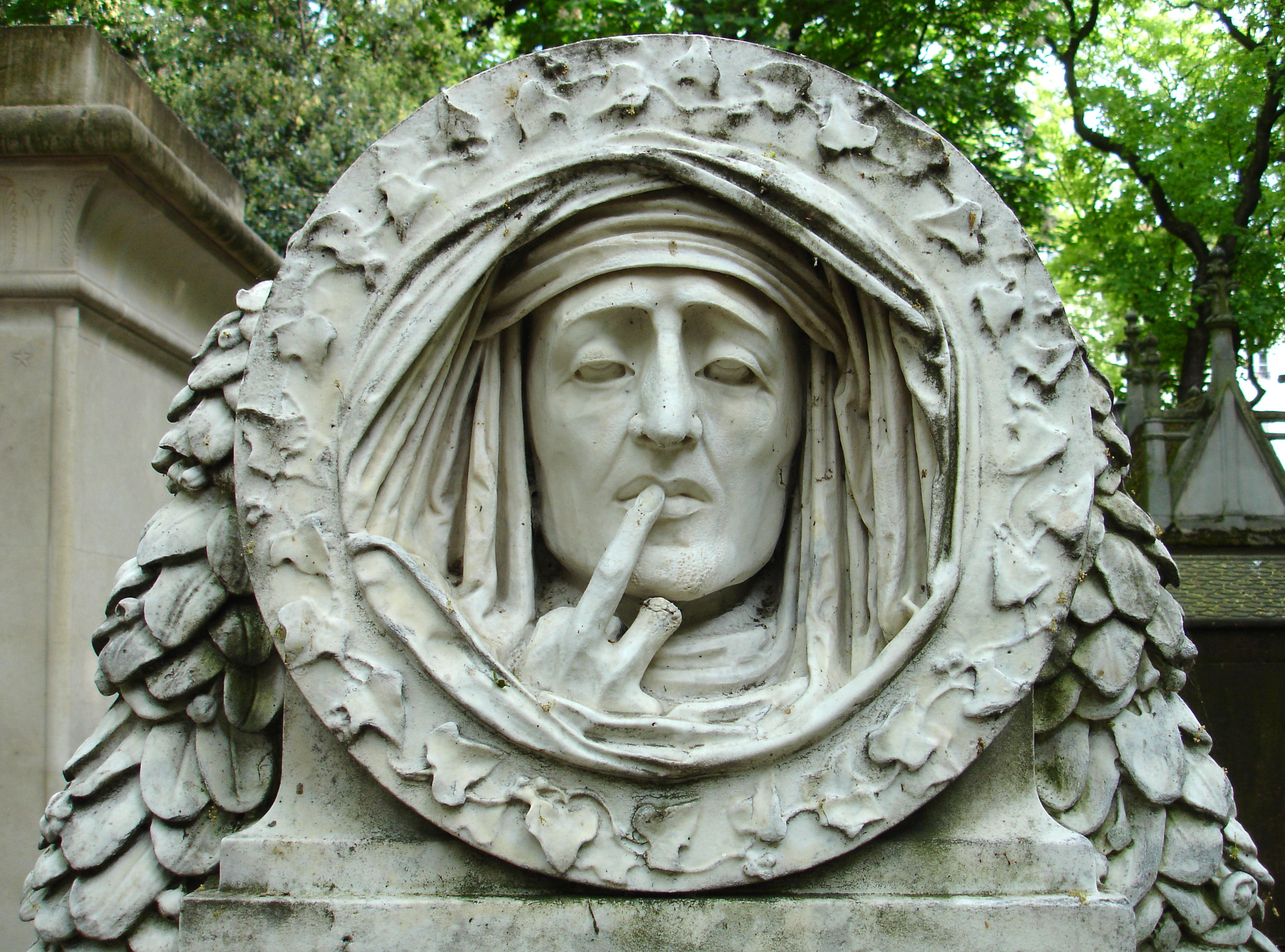
Le Silence (1842), Paris, cimetière du Père-Lachaise, sépulture de Jacob Roblès.

Préault n'est ainsi accepté que deux fois au Salon : en 1833 et en 1834, cette année-là seulement comme contre-exemple du bon goût. Désespéré, il finit par ne plus soumettre une seule œuvre au jury. Il mène alors une vie vagabonde de bohême, arpentant les cafés, comme la brasserie Andler, et les cénacles littéraires, où ses mots d’esprit et ses paroles mordantes sont encensées par ses amis romantiques. Mais derrière l’image publique, Préault éprouve de véritables difficultés financières et matérielles. Il existe alors peu d’alternatives pour faire connaître son travail : Préault expose ses œuvres dans son atelier et tente de faire jouer ses relations. Il reçoit ainsi sa première commande privée d’un buste en bronze pour la tombe d’Achille Allier, terminé en 1838 (Bourbon-l’Archambault, place de l’église). Mais plus important encore, la même année (1838), le ministère de l’Intérieur lui exprime son soutien en lui offrant la réalisation d’une statue du Christ en croix pour l’église Saint-Germain-l'Auxerrois à Paris. C’est sa première commande officielle. Elle sera pourtant refusée au Salon de 1840 par le jury, toujours plus sévère, et Préault devra attendre 1846 pour transcrire son œuvre en bois. Mais la Révolution de 1848, le changement de régime politique et la constitution nouvelle du jury vont sonner le glas des échecs de Préault au Salon.

### De la Deuxième République au Second Empire: la reconnaissance

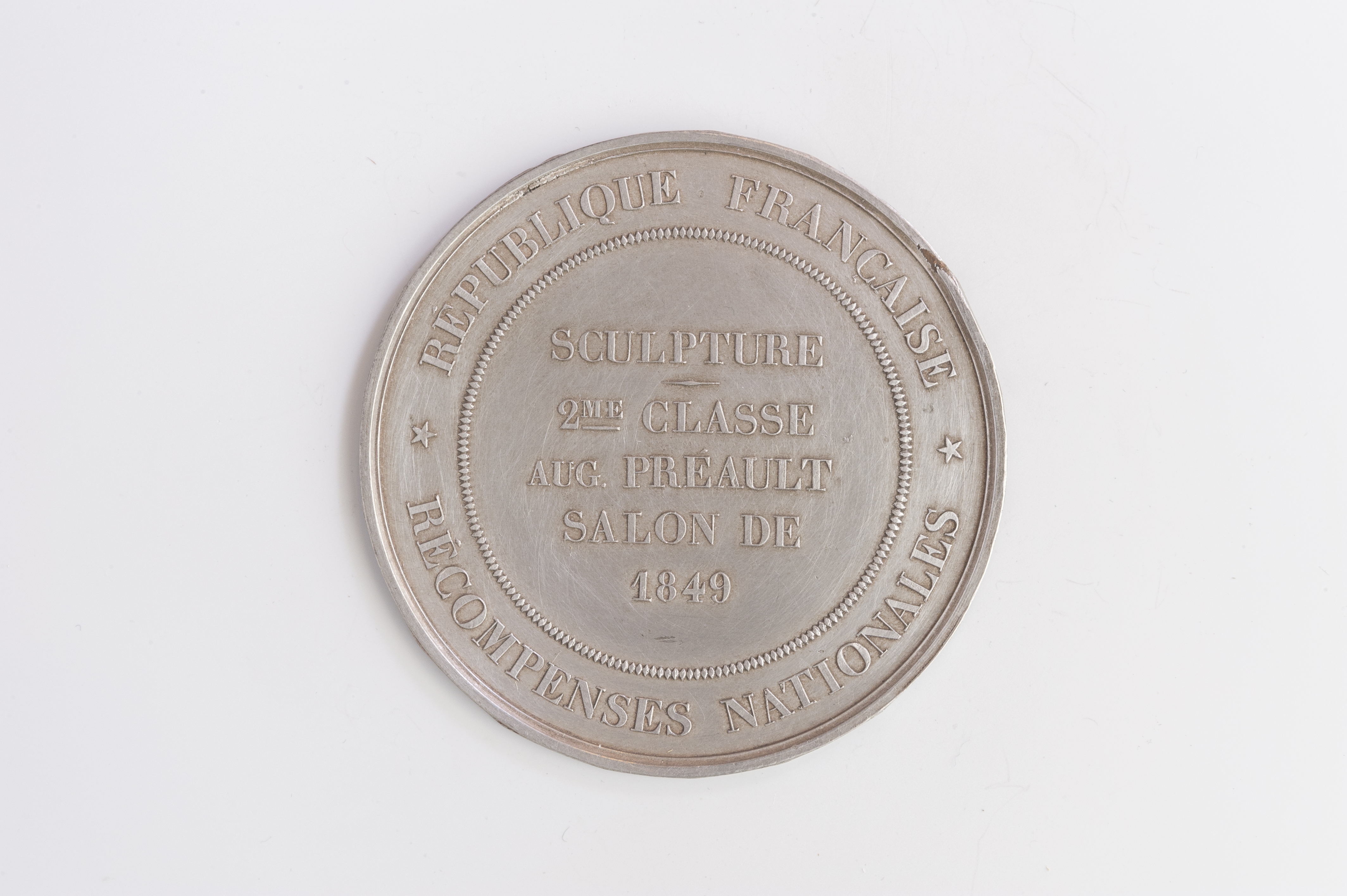
Médaille de sculpture de 2e classe remportée par Préault au Salon de 1849

Le Salon de 1849 marque en effet un nouvel élan dans la carrière de Préault qui peut exposer cinq œuvres sur les sept proposées, et qui reçoit sa première médaille de deuxième classe. L’artiste renoue alors avec le Salon et la critique. Le Salon de 1850-1851, où il présente des œuvres récentes et plus anciennes, consacre sa reconnaissance officielle. Par orgueil face à un Salon qui lui a pendant longtemps fermé ses portes, Préault n’y participe ensuite que de façon irrégulière. Il répond en revanche à de nombreuses commandes publiques pour des décors d’édifices, et des créations de médaillons de grandes dimensions. Alors que Préault rencontre enfin le succès, et le travail, tant attendus, son imagination et sa poésie expressive perdent pourtant de la créativité des débuts. Le poids des démarches administratives et les contraintes matérielles imposées par les commandes assujettissent l’artiste qui finit par se décourager. Il produit moins d’œuvres, qui sont parfois contraires à ses idéaux, plus convenues. Les années 1850-1859 inscrivent toutefois Préault comme l’un des artistes emblématiques du romantisme, officiellement encouragé et soutenu par l’État.

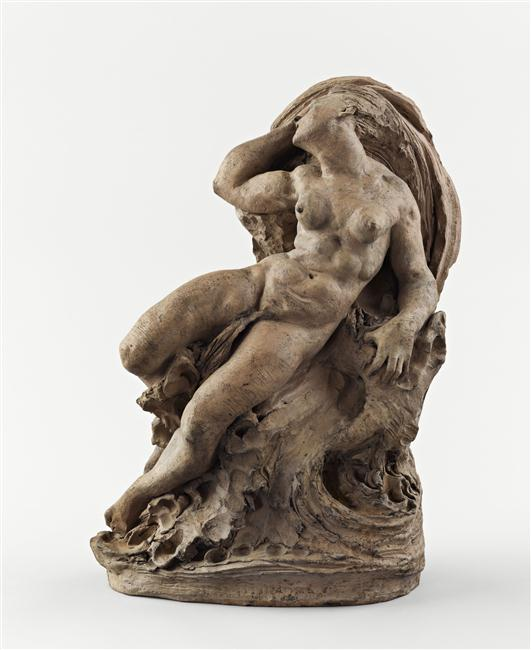
La Vague (1856), terre cuite, Dijon, musée Magnin.
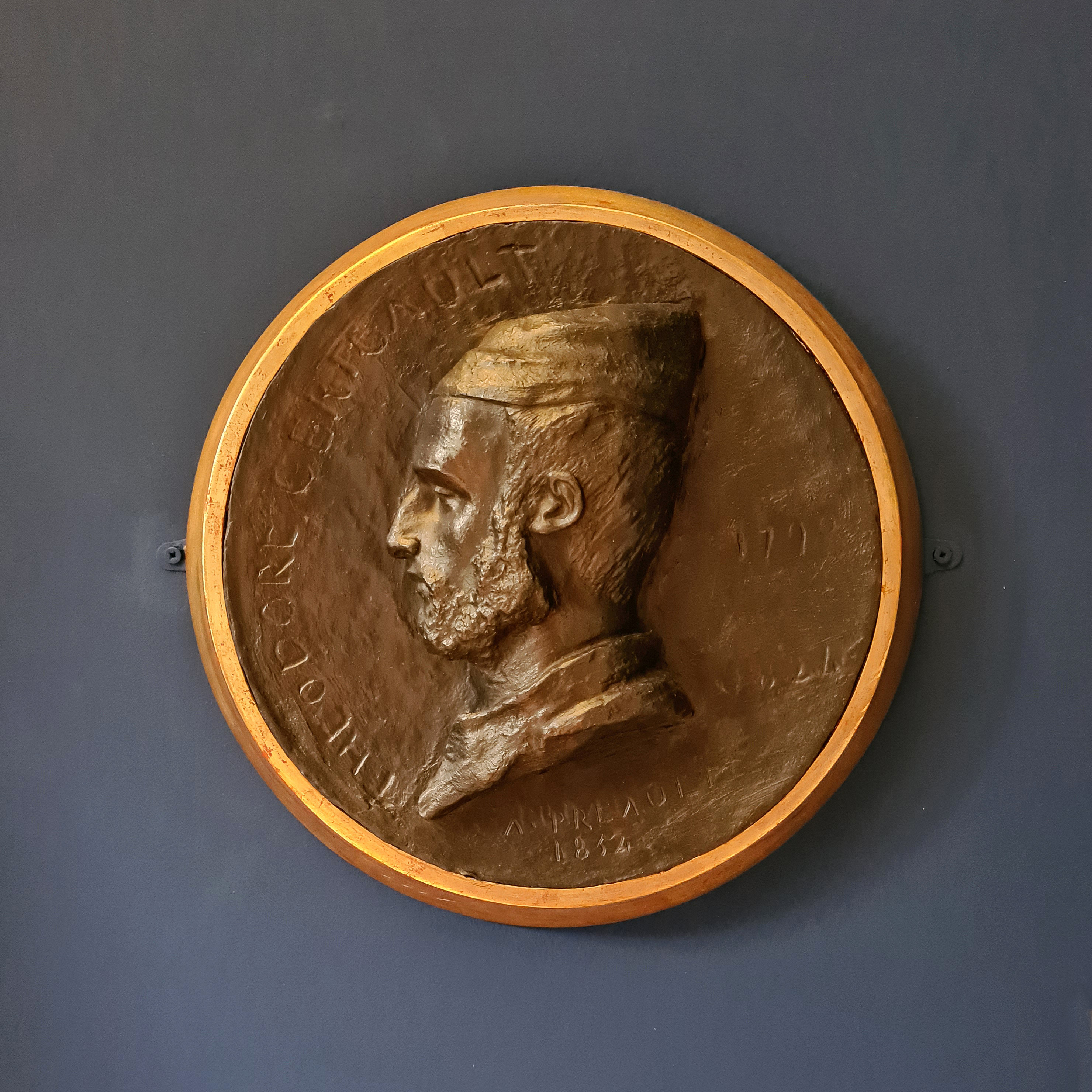
Médaillon de Théodore Géricault (1854), bronze, galvanoplastie, musée des Beaux-Arts de Rouen.

Grâce au nouveau tournant de sa carrière, Préault est un homme reconnu et prospère, plus apaisé et moins dépendant du mécénat officiel. Il continue à entretenir ses nombreuses amitiés, et s’adonne à des projets plus personnels. Pendant les années 1860-1879, il honore de nombreuses commandes privées, notamment pour des ouvrages de sculptures funéraires. Il participe régulièrement à des expositions non officielles, mais aussi au Salon, au rythme d’une ou deux œuvres par an. Mais progressivement l’œuvre de Préault quittait la scène artistique. La mort de son père en 1860, puis de sa mère en 1869, creusent un lourd sentiment de solitude pour l’artiste, sans épouse, ni enfants, qui est rattrapé par la nostalgie du passé. Il sculpte alors de nombreux médaillons immortalisant les visages de ses amis de jeunesse. En 1870, il est décoré de la Légion d'honneur. Pendant les évènements de la Commune, sa maison et son atelier brûlent sous les flammes et les explosions. De nombreuses œuvres sont entièrement détruites. Malgré un dernier sursaut, avec l’ouverture d’un nouvel atelier en 1874, qui accueille de nombreux artistes, Préault est fragilisé par la maladie et la tristesse.
Il meurt le 11 janvier 1879 à son domicile au 12, rue Vavin dans le 6e arrondissement de Paris, et est inhumé au cimetière du Père-Lachaise (49e division). Lors de ses obsèques, ses proches rappellent son combat vigoureux et victorieux contre le joug de l’Académie des beaux-arts. Ses œuvres, cris de révolte, sont alors dispersées.

## Œuvres
Au terme de cinquante ans de carrière, il subsiste moins de 200 œuvres d'Auguste Préault. Fidèle à son tempérament, il était un homme qui aimait échafauder d'ambitieux projets, mais qui restaient parfois au stade de l'énoncé ou du fantasme, comme son idée de sculpter dans la montagne. De nombreuses œuvres de Préault sont aujourd’hui détruites ou perdues, ou certaines seulement connues par les lithographies publiées dans la presse de l’époque. On peut toutefois trouver une collection d’une quarantaine de médaillons en bronze au palais des Beaux-Arts de Lille, d’autres au château de Blois, ou à Paris au musée du Louvre et au musée d’Orsay.

## Œuvres dans les collections publiques

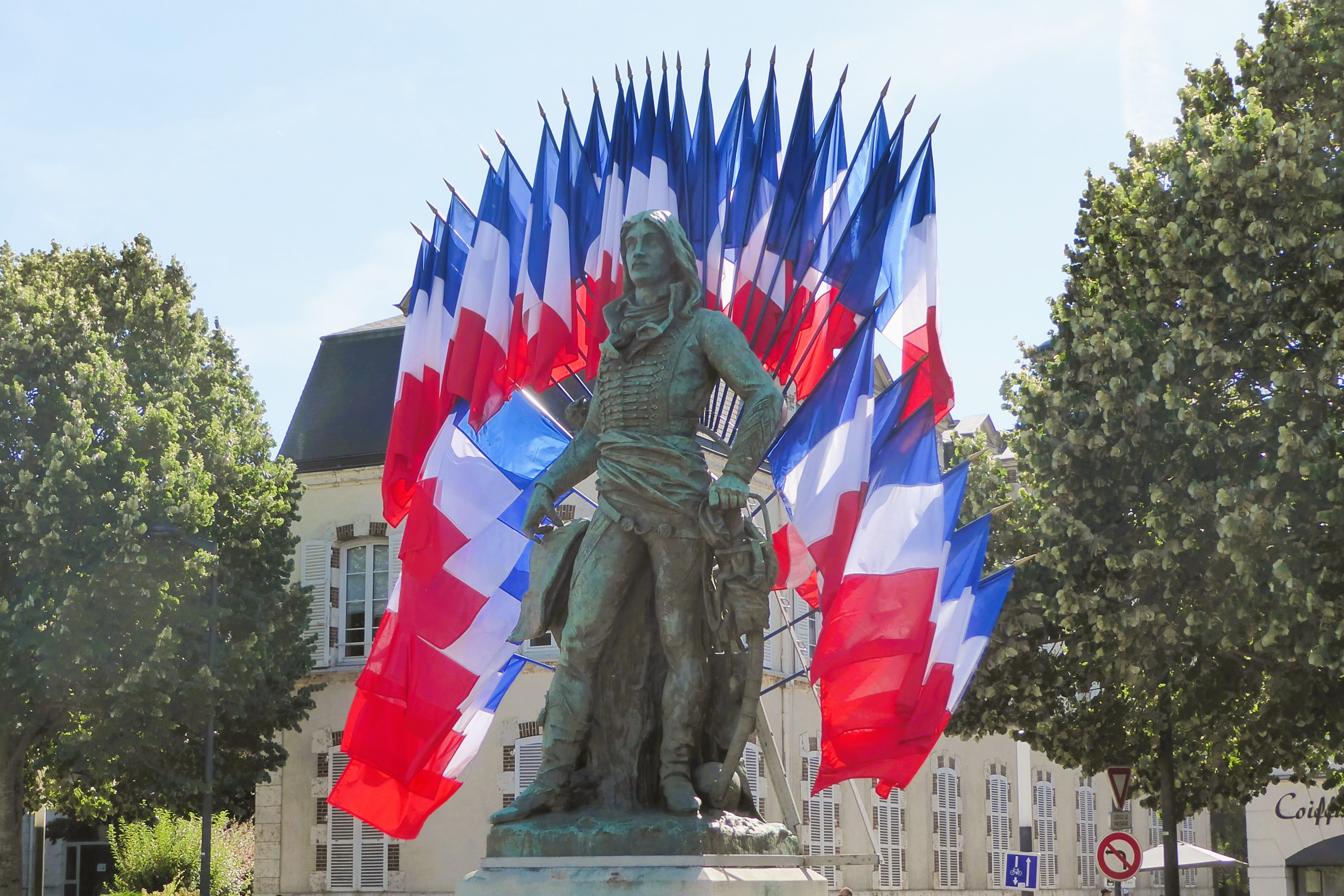
Monument à Marceau (1851), le 14 juillet 2022, Chartres.

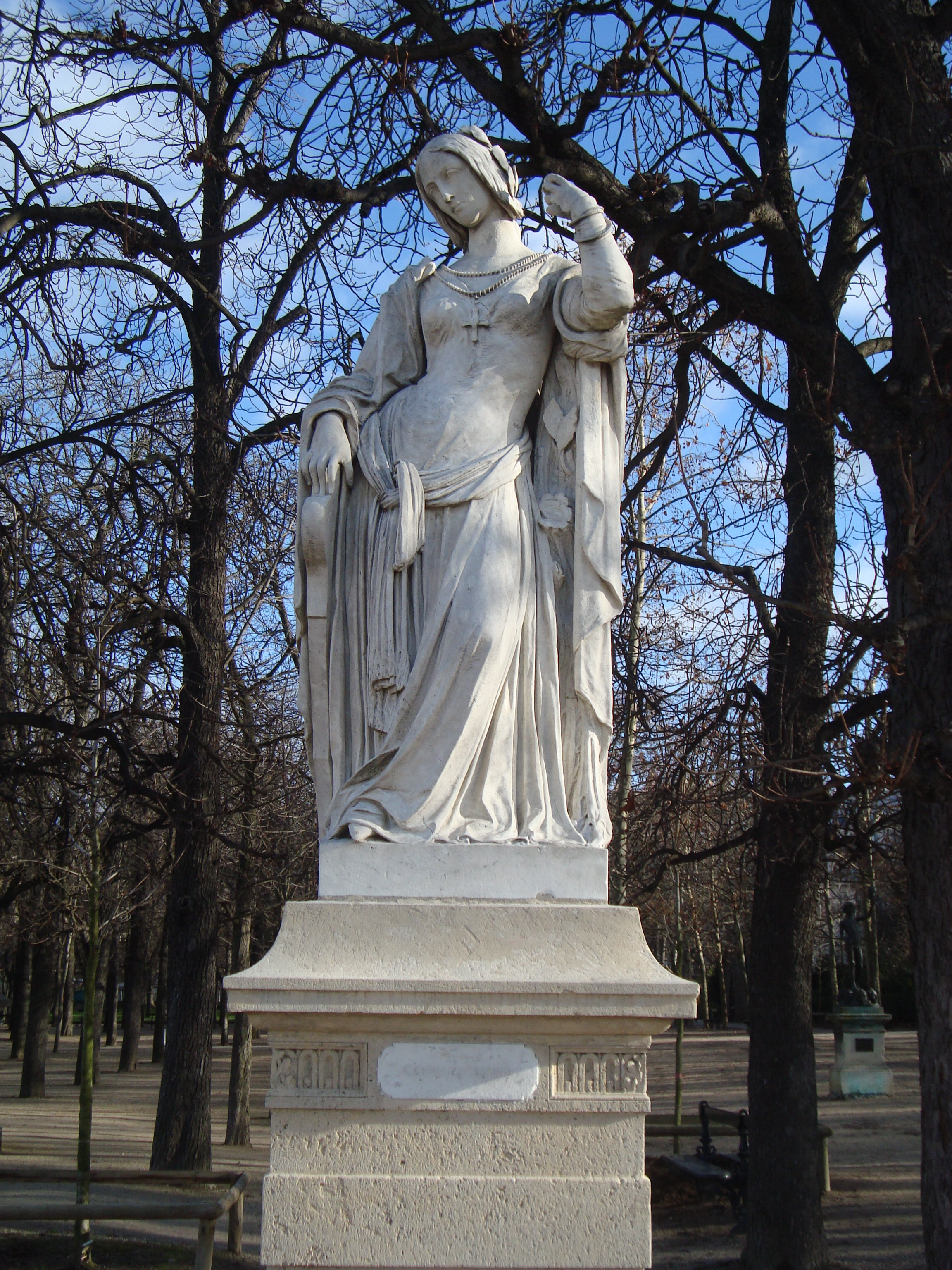
Clémence Isaure (1848), Paris, jardin du Luxembourg.

- Amiens, musée de Picardie : Nicolas Poussin, 1848-1849, buste en marbre.
- Beaune, musée des Beaux-Arts : Ondine[7], 1835-1860, statue en bronze de style romantique.
- Bourbon-l'Archambault, place de l’église : Monument à Achille Allier, 1839, buste en bronze[8].
- Bourges, place Jacques-Cœur : Monument à Jacques Cœur, 1879, statue en marbre[9].
- Chartres :
  - musée des Beaux-Arts : Tuerie, 1834-1851, bas-relief en bronze ;
  - place des Épars : Monument au général Marceau, 1845-1851, statue en bronze[6].
- Dijon, musée Magnin : Vague, 1856, statue en terre cuite[10].
- Montmorency, cimetière des Champeaux : Adam Mickiewicz, médaillon en bronze.
- Paris :
  - cimetière de Montmartre : Philibert Rouvière, 1866, médaillon en bronze.
  - cimetière du Père-Lachaise : 
    - Le Silence, 1842, médaillon en marbre ornant la sépulture de Jacob Roblès (7e division)[11] ;
    - Laura-Sara Roblès, 1874, médaillon en bronze (7e division)[11] ;
    - Paul Meurice et Éléonore-Palmyre Meurice son épouse, 1857, médaillons en bronze (26e division)[11] ;
    - Louis Desnoyers, 1869, médaillon en bronze (55e division) ;
    - Tullie Blum et Maxililien Mayeur, 1875, deux médaillon en bronze, œuvres disparues (55e division) ;
    - La Douleur, 1873, médaillon en bronze ornant la tombe de l'historien Ernest Morin (1826-1872) (61e division).

  - église Saint-Gervais-Saint-Protais :
    - Le Christ sur la Croix, 1839-1846, statue en bois ;
    - Saint Gervais, 1847, statue en pierre.

  - église Saint-Paul-Saint-Louis, façade : Sainte Catherine, 1860-1861, statue en pierre.
  - église Saint-Roch, chapelle Sainte-Suzanne : Cénotaphe de l’abbé de L'Épée, 1841, buste en bronze[12].
  - jardin du Luxembourg : Clémence Isaure, 1845-1848, statue en marbre.
  - musée Carnavalet : Tullie Moneuse, 1875, médaillon en bronze. Un exemplaire, volé avant 1981, ornait la tombe de cette femme de lettres au cimetière du Père-Lachaise.
  - musée d'Orsay : Ophélie, 1843-1876, bas-relief en bronze.
  - palais du Louvre :
    - angle nord-est et sud-est de la cour Napoléon : Guerre et Paix, 1856-1857, groupes en pierre ;
    - façade de l'aile Henri II : André Chénier, 1856-1857, statue en pierre.

  - pont d'Iéna, pilier sud-est : Cavalier gaulois, 1849-1853, groupe en pierre.

Œuvres d'Auguste Préault
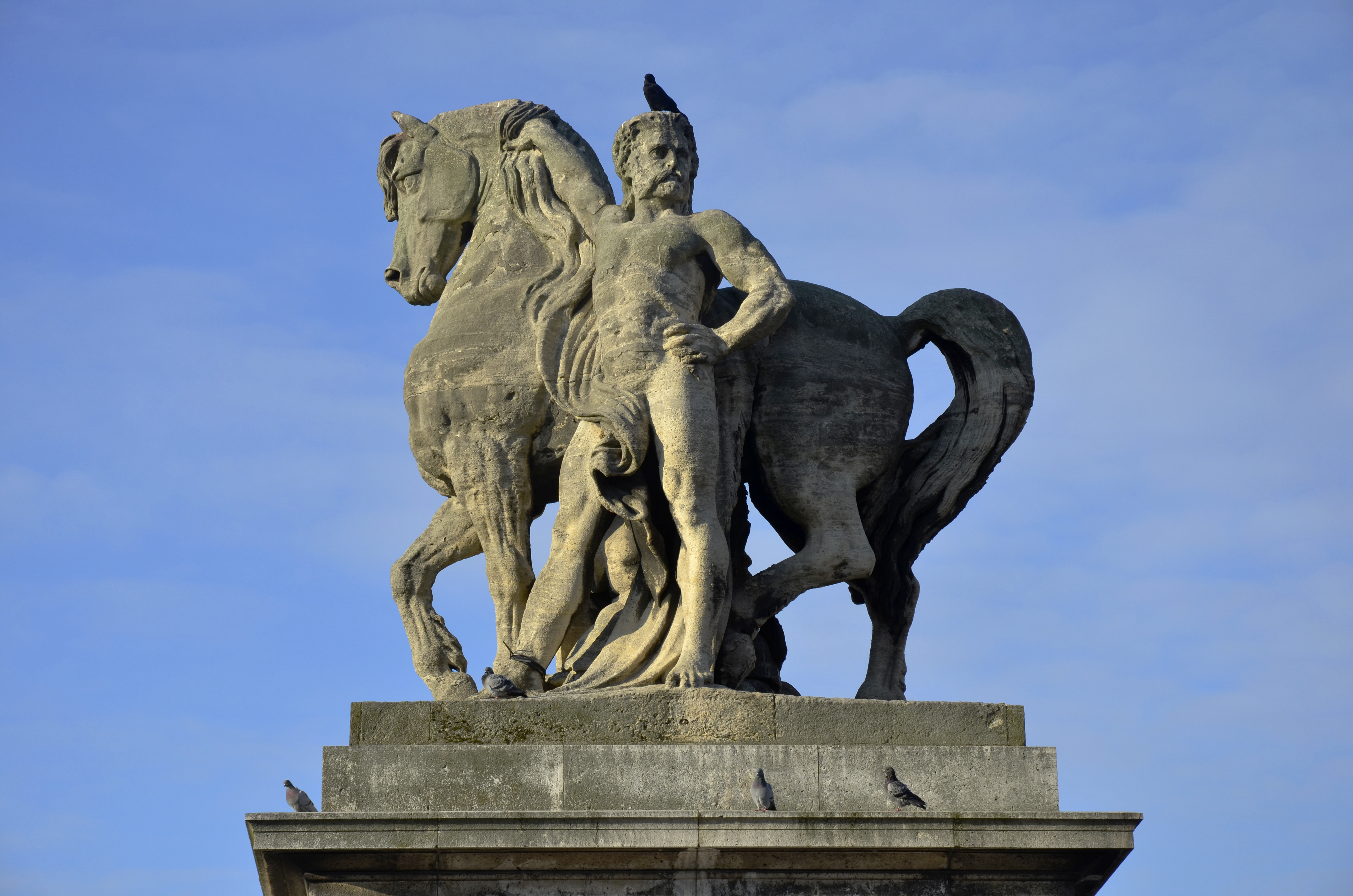
Le Cavalier gaulois (1853), Paris, pont d'Iéna.
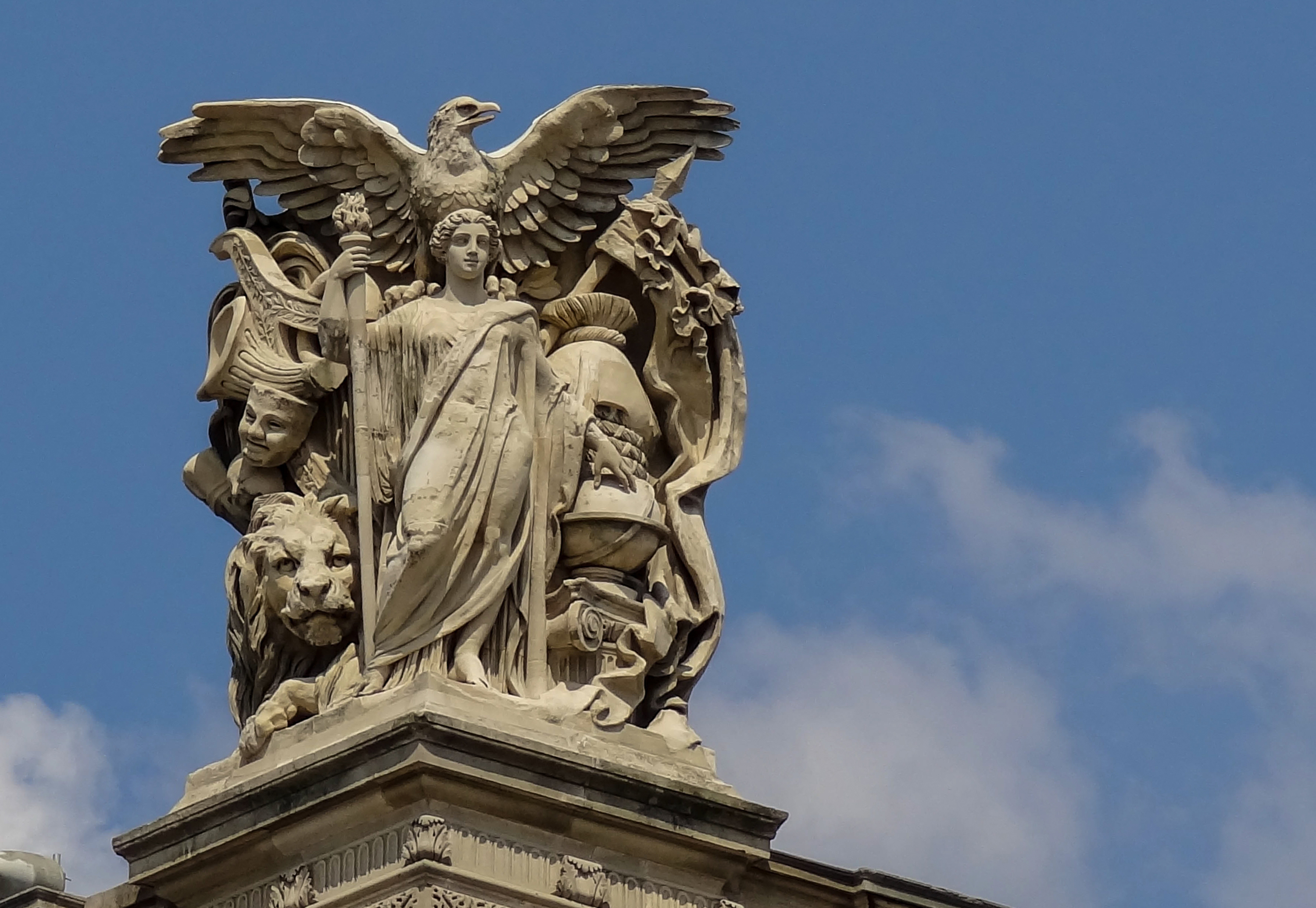
La Paix (1856-1857), Paris, palais du Louvre.
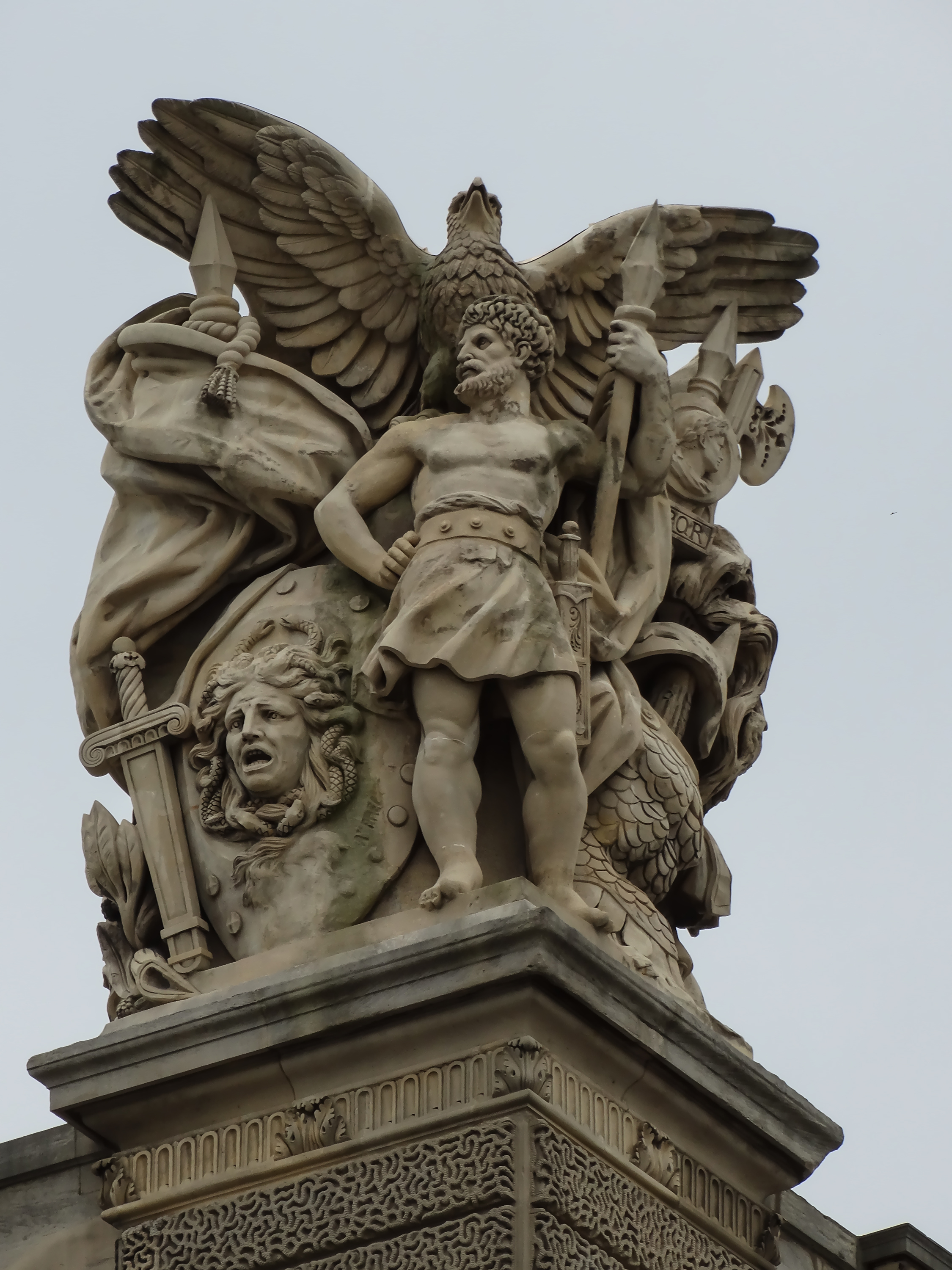
La Guerre (1856-1857), Paris, palais du Louvre.
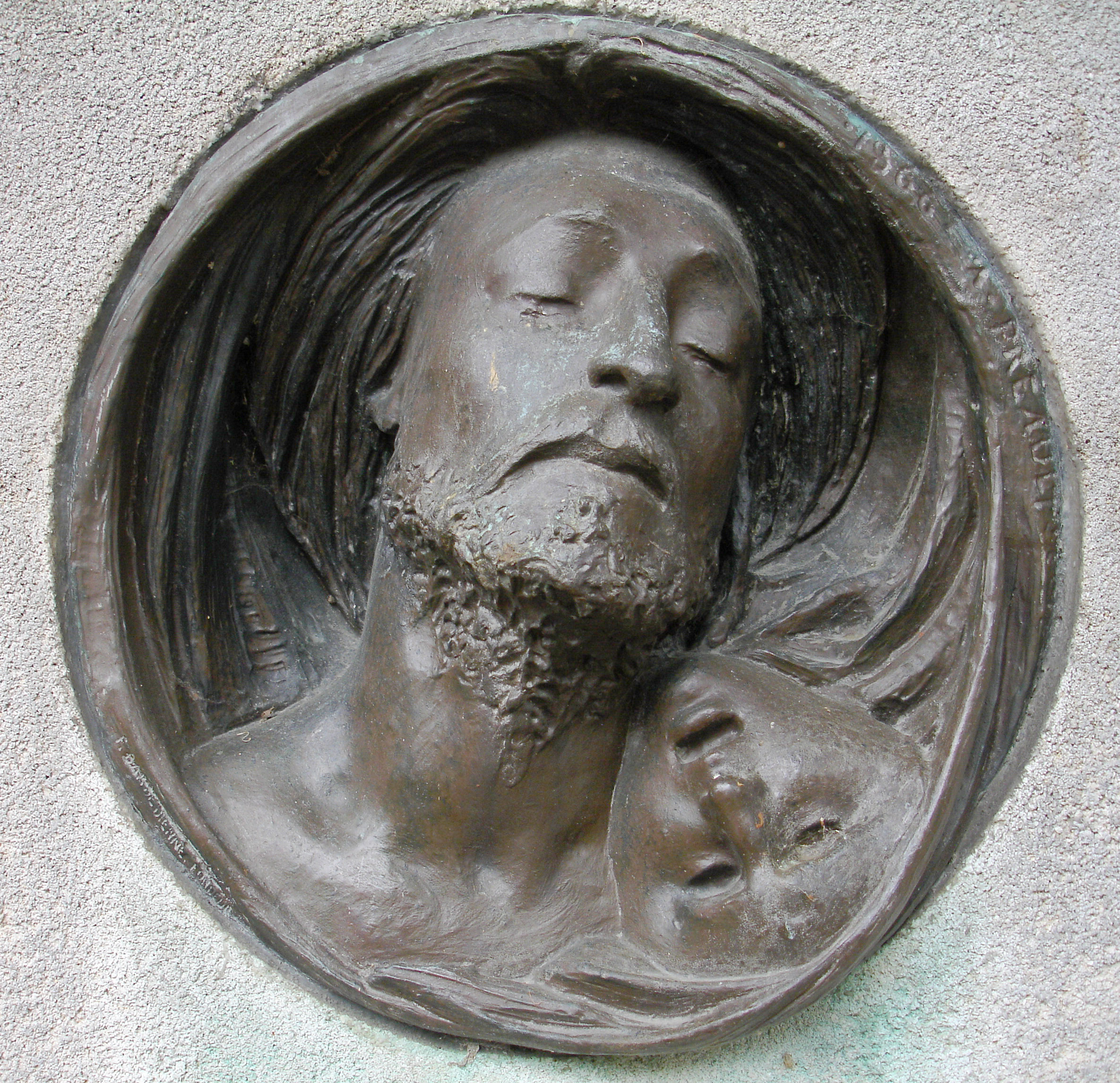
Philibert Rouvière (1866), Paris, cimetière de Montmartre.
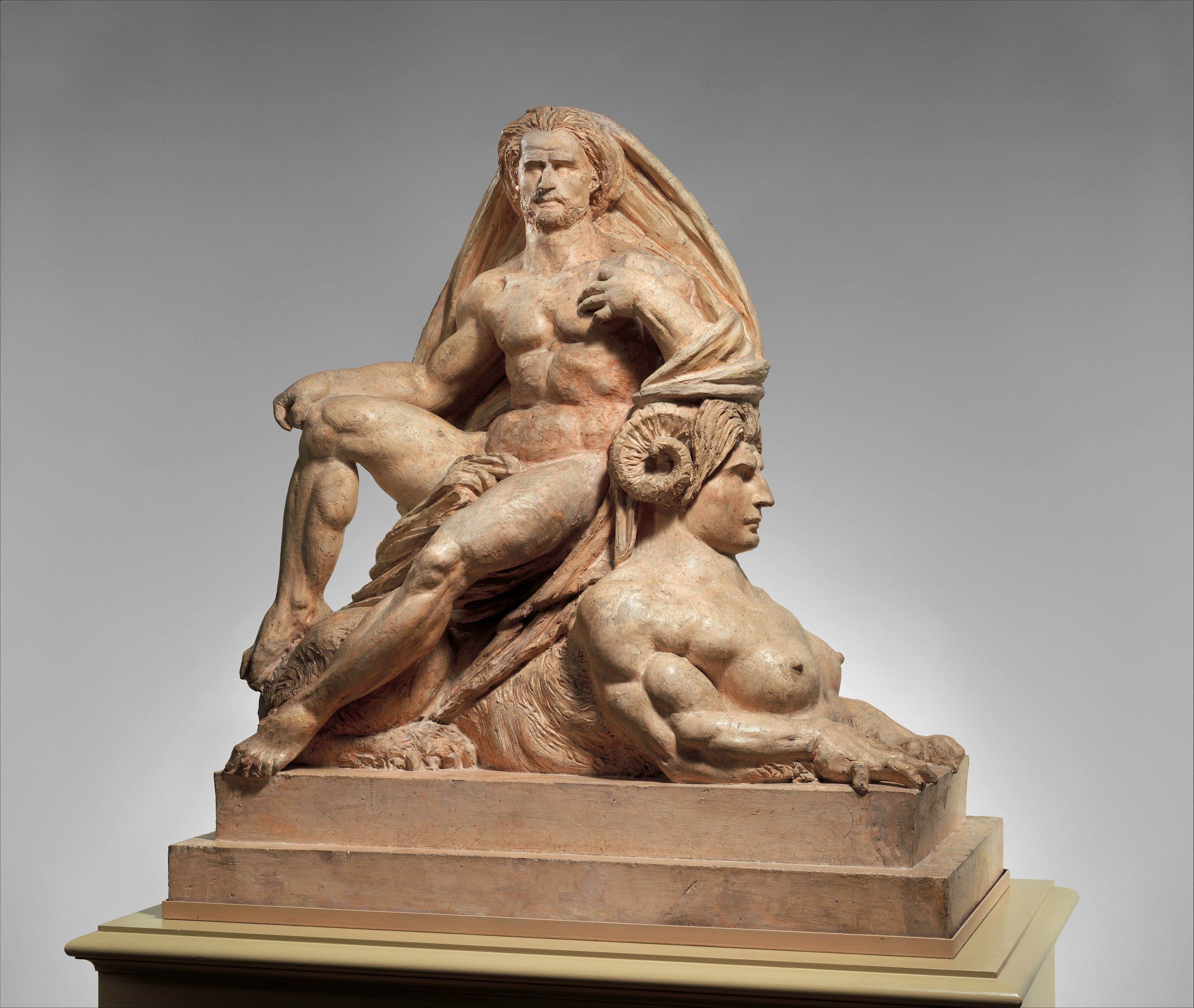
Jupiter et le Sphinx (1868), New York, Metropolitan Museum of Art.
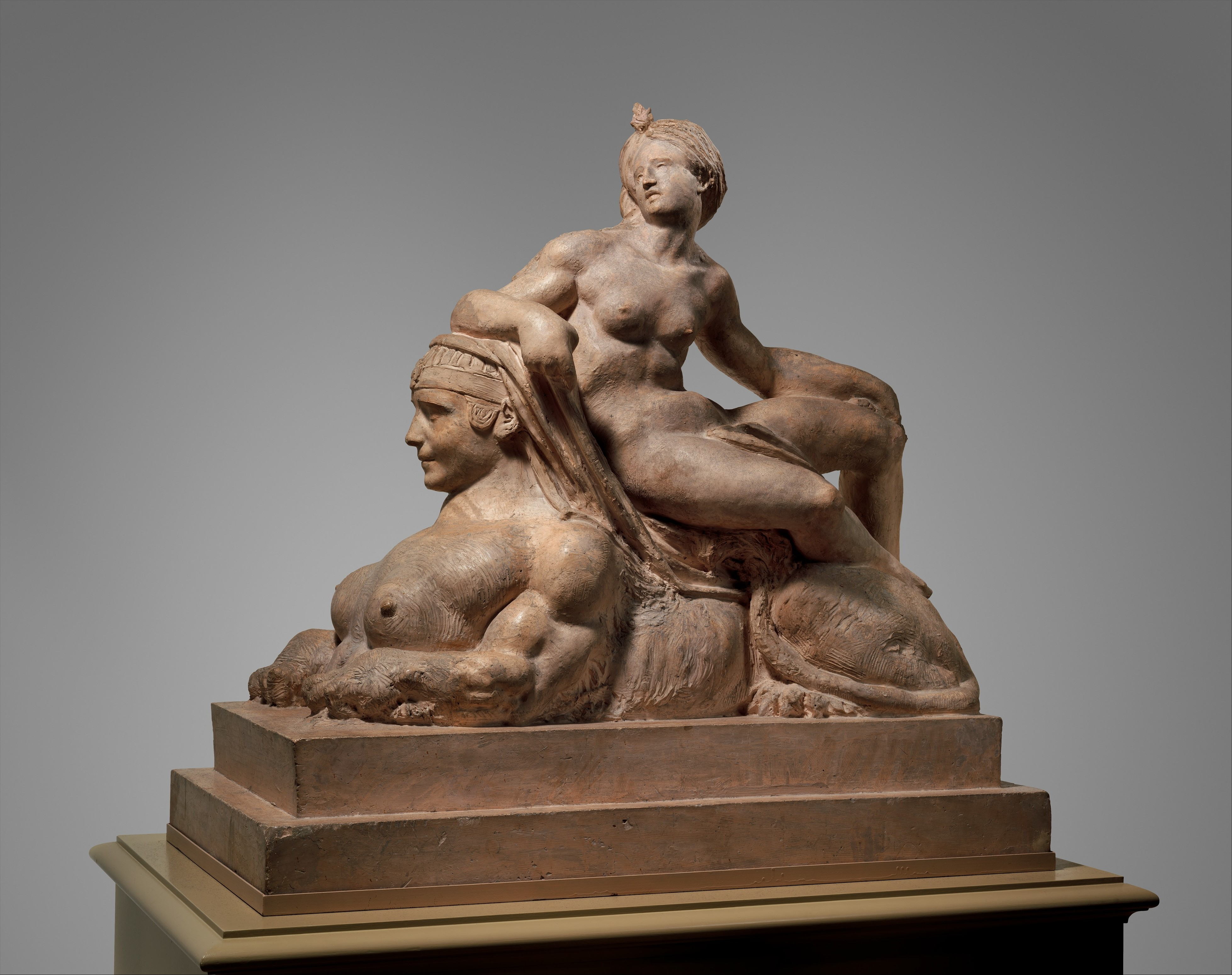
Vénus et le Sphinx (1868), New York, Metropolitan Museum of Art.
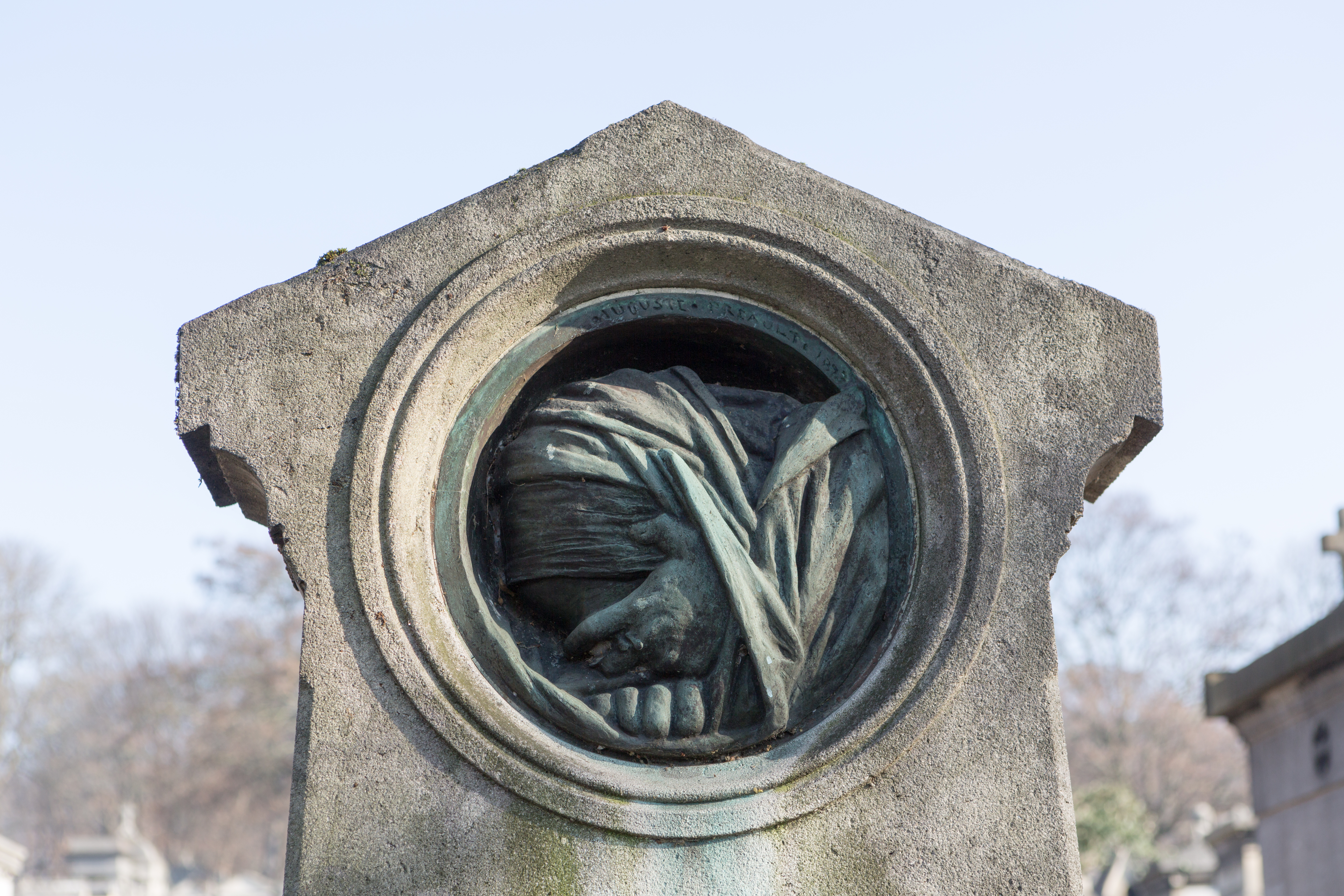
La Douleur (1873), Paris, cimetière du Père-Lachaise, sépulture d'Ernest Morin.
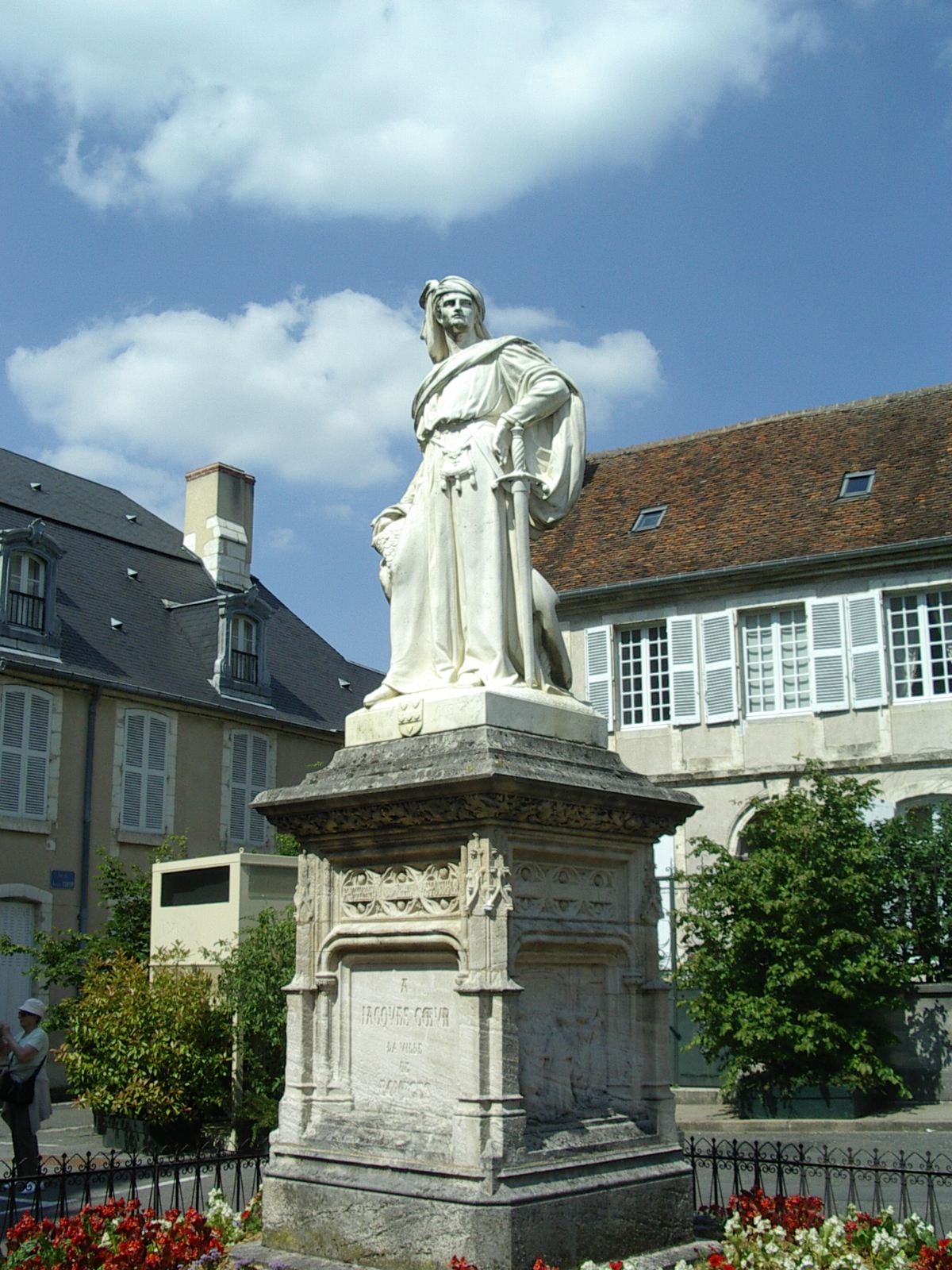
Monument à Jacques Cœur (1879), Bourges, place Jacques-Cœur.

#### Monographies

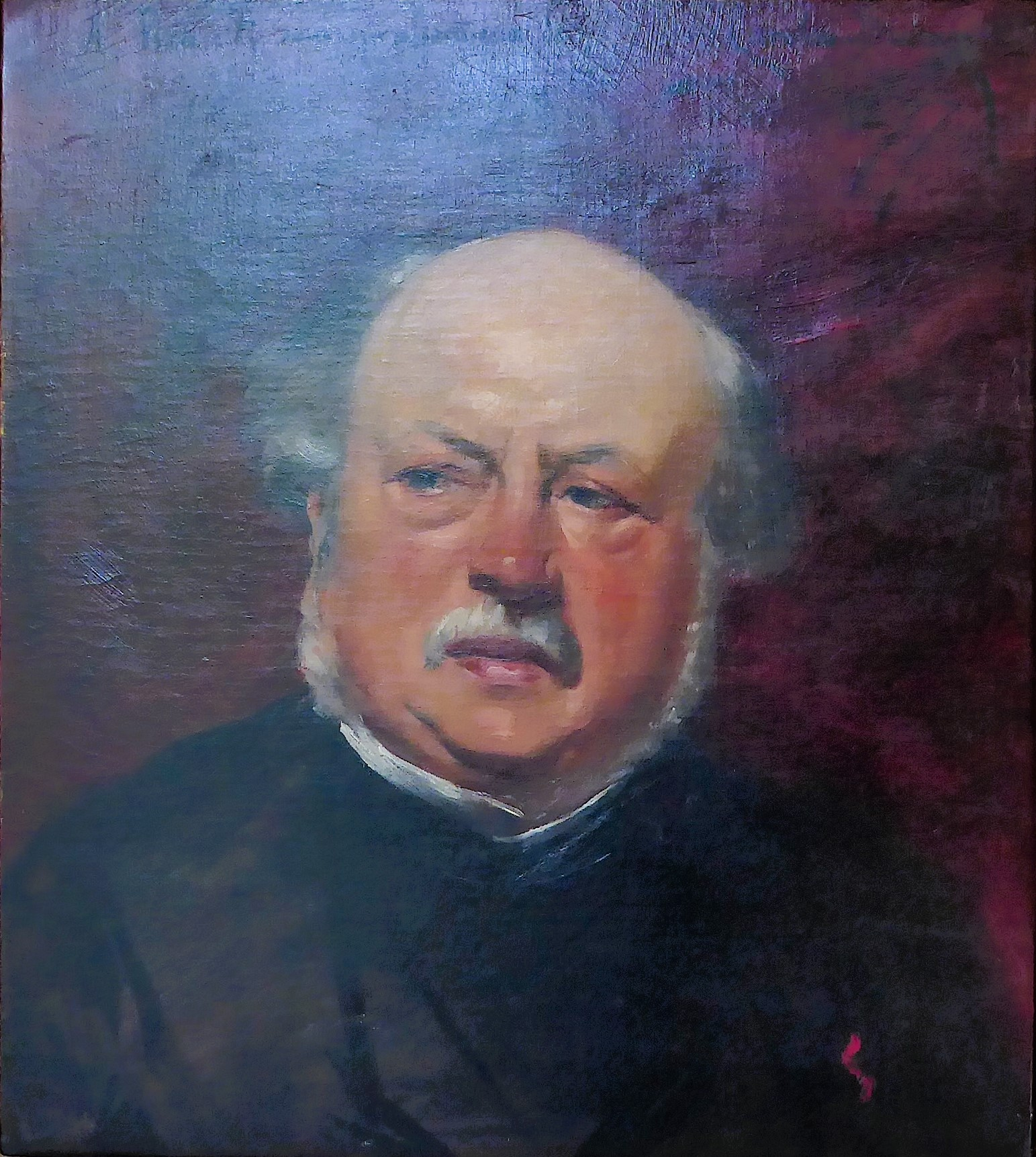
Carolus-Duran, Portrait d'Auguste Préault (1877), musée des Beaux-Arts de Chartres.

- Théophile Silvestre, Histoire des artistes vivants et étrangers : études d’après nature, Paris, E. Blanchard, 1856.
- Stanislas Lami, « Antoine-Augustin Préault », in Dictionnaire des sculpteurs de l’école française au XIXe siècle, volume 4, Paris, E. Champion, 1914-1921
- Collectif, Auguste Préault, sculpteur romantique (1809-1879), catalogue d’exposition, Paris, musée d’Orsay, 20 février-18 mai 1997; Blois, château de Blois, 20 juin-28 novembre 1997; Amsterdam, Van Gogh Museum, 17 octobre 1997-11 janvier 1998, Paris, Gallimard, Réunion des Musées Nationaux, 1997.
- (en) Nancy Davenport, « Sources for Preault “Tuerie, fragment épisodique d’un grand bas-relief” », Sources - Notes in the History of Art, volume 11, automne 1991, p. 22-30.
- (en) Charles Millard, « Preault commission for the new Louvre : patronage and politics in the 2nd Empire », The Burlington Magazine, volume 131, septembre 1989, p. 625-630.
- (en) David Mower, « Antoine-Augustin Préault », The Art Bulletin of New York, volume 63, 1981, p. 288-307.
- (Collectif), Le guide des collections, Musée des Beaux-Arts de Beaune, 2014.

#### Varia
- Luc Benoist, La sculpture romantique, Paris, Gallimard, réédition 1994.
- Anne Pingeot (dir.), La sculpture française au XIXe siècle, catalogue d’exposition, Paris, Galeries Nationales du Grand Palais, 10 avril-28 juillet 1986, Paris, Réunion des Musées Nationaux, 1986.
- (en) Alison West, From Pigalle to Preault : neoclassicism and the sublime in French sculpture, Cambridge, 1998.